# Sacodes humeralis
Sacodes humeralis es una especie de coleóptero de la familia Scirtidae.

## Distribución geográfica
Habita en la Isla de Taiwán.